# Radler
Radler (njem. Radler biciklist), kolokvijalno radla, miješano je piće sačinjeno od piva i gaziranog bezalkoholnog pića. Stoga je ono vrsta shandyja. Radler je popularan u germanofonim zajednicama u Europi i ostatku svijeta gdje ima dugu povijest. Tradicionalno se izrađuje miješanjem lagane sode od limuna i limete (npr. Sprite ili 7 Up) sa srednje tamnim pivom, no danas se obično izrađuje sa svijetlim pivom. Dunkles Radler ili "tamni radler" još je uvijek popularan u Bavarskoj, iako se ondje mora također posebno naručiti. Neki vodiči preporučuju miješanje piva i sode u omjeru 3:2 u korist piva.

## Povijest
Raširena priča kako je Franz Xaver Kugler izumio radler pokazala se netočnom. Istinita je činjenica da je Kugler ipak vodio gostionicu u gradu Oberhachingu, južno od Münchena, koju su pohodili biciklisti. Priča kaže kako je jedne subote u lipnju 1922. godine neobično velika gomila biciklista došla kod Kuglera kako bi obnovila svoje, već gotovo iscrpljene zalihe piva. Prema staroj ilustrativnoj izreci kako je nužda majka domišljatosti, on je "udvostručio" svoju zalihu piva dodavši mu sodu, te ga poslužio kao Radlermaß (biciklistički gutljaj). Prvi spomen Radlermassa u literaturi ipak se može pronaći na prijelazu iz 19. u 20. stoljeće (primjerice, Lena Christ u svojim memoarima objavljenima 1912. godine opisuje posluživanje Radlermassa oko 1900. godine), pa se može posumnjati kako je legenda zapravo mudro smišljena priča namijenjena povećanju posla u Kuglerovoj gostionici.
Trenutačno se misli kako je Radlermass osmišljen pri kraju devetnaestog stoljeća u jednom od ondašnjih popularnih socijalističkih biciklističkih klubova, no identitet stvarnog izumitelja vjerojatno će ostati izgubljen u povijesti.

## Varijante
U germanofonim regijama postoje brojne varijacije recepta za radler, a neke od njih nose posebne nazive:
- U Švicarskoj, Saarlandu, Španjolskoj i Francuskoj piće je poznato kao panaché (franc. miješano) ili prema germaniziranoj verziji Panasch.
- Bavarska verzija jest Russ ili Russe koji se sastoji od bijelog piva i sode od limuna i limete.
- U centralnoj Njemačkoj radler je poznat kao Ententeich.
- U Austriji se može naručiti mješavina piva i herbalne vode Almdudler pod nazivom Almradler (ili ponekad jednostavno Radler). U Vorarlbergu može se odabrati između "slatkog" radlera napravljenog sa sodom od limuna i limete ili "kiselog" radlera napravljenog s gaziranom mineralnom vodom (također ponekad nazivan "Soda-Radler"). U ostalim područjima mogu se ponegdje pronaći izrazi Radler sauer (kiseli radler) i Radler trocken (suhi radler) kako bi se naznačila navedena razlika.
- Sjeverni Nijemci nazivaju piće Alsterwasser (Alsterska voda) ili samo Alster. Ova se verzija uvijek radi s pilsnerom i vrlo je nalik pićima koja se tipično prodaju kao shandy u Sjevernoj Americi. Piće je ime dobilo po svojoj boji koja je, kako kažu, jednaka boji rijeke Alster. Ponekad se riječi "Alster" i "Radler" koriste kako bi se razlikovale varijante napravljene sa sodom od limuna odnosno od naranče, no ovi se izrazi također često koriste naizmjenično.
- U Ruhrskoj regiji postoji razlika između pića nazvanog "Radler" koje se izrađuje pomoću žuto obojene sode od limuna (npr. Fanta Lemon) i pića nazvanog "Alsterwasser" koje se izrađuje pomoću bezbojne sode od limuna i limete (npr. Sprite).
- U Nizozemskoj se koristi pilsner, a piće se naziva Sneeuwwitje (nizoz. riječ za bijeli snijeg).
- U dijelovima regije Münsterlanda u Sjevernoj Rajni-Vestfaliji, pivo pomiješano sa sodom od naranče naziva se Wurstwasser (kobasičasta voda), vjerojatno prema boji sokova Bockwursta.
- Na Novom Zelandu multinacionalna pivovara DB vlasnik je trgovačkog znaka 'Radler' koji se odnosi na vrstu svijetlog piva (koje ne sadrži sodu). Trenutačno vode spor protiv Green Man Breweryja oko uporabe naziva.
- U Hrvatskoj i Bosni i Hercegovini, vlasnik registriranog trgovačkog znaka 'RADLER' je KARLOVAČKA PIVOVARA d.d., članica Heineken grupe